# Hansjörg Mayer
Hansjörg Mayer (* 1943 in Stuttgart) ist ein deutscher Drucker und Verleger. Durch seine Handpressendrucke und experimentelle Typographie gilt er als wichtiger Vertreter der Konkreten und Visuellen Poesie. Mit seinen Buchstabenbildern wurde er auch selbst als Künstler tätig.

## Biografie
Nach Volontariaten in Buchdruckereien in der Schweiz und den USA, nimmt er ein Studium an der Hochschule für grafische Gestaltung auf. Anfang der 1960er Jahre hat er bei Max Bense Philosophie an der Universität Stuttgart studiert. Seit 1962 beschäftigt er sich mit Handpressendrucken und experimenteller Typographie. 1965 wird er Dozent an der Bath Academy of Art. Zwei Jahre später verlegt er seinen Wohnsitz endgültig nach England und wird Dozent (Senior Tutor) an der Watford School of Art. Von 1966 bis 1968 betrieb er die Galerie Hansjörg Mayer.

## Edition Hansjörg Mayer
Mayer gründete 1964 die Edition Hansjörg Mayer. Zu Beginn verlegte er sowohl Bense als auch andere Vertreter der Konkreten Poesie. Hierzu gehören wichtige Mappenwerke mit Eugen Gomringer, Haroldo de Campos, Herman de Vries, Franz Mon, Helmut Heissenbüttel, Frieder Nake und anderen. Er entwickelte zahlreiche typografische Versionen von Texten verschiedener Autoren. Mit dem Zufall als Gestaltungsmethode spielt er seit 1961. Er hat die berühmten 26 futura-Drucke, seiner 1965 erschienenen Publikationsfolge, nach seiner bevorzugten Schrift benannt. Im selben Jahr hat er seine erste Werk- und Verlagsausstellung in Stuttgart. Seine zweite, umfassende Werk- und Verlagsausstellung findet 1968 in Den Haag statt. 1968 erfolgt eine Zusammenarbeit mit der Petersburg Press in London. Seit den 1970er Jahren widmet sich Mayer auch ethnologischen Themen, u. a. verlegte er zahlreiche Bücher zu Tibet. Beide Bereiche, die Kunst und die Ethnologie, sind bis heute die Standbeine des Verlages.

## Zusammenarbeit mit verschiedenen Künstlern
Ab Mitte der 60er Jahre kollaborierte Mayer mit Dieter Roth, wodurch eine neue Zusammenarbeit zwischen Verleger und Künstler entstand, in der beide hohe Risiken eingegangen sind. Es wurden Publikationen verlegt, die selbst Kunstwerke sind und als wegweisend für das Genre der Künstlerbücher gelten. So wurden Rohts Gesammelte Werke in 25 Bänden, Vorzugs- und Luxusausgaben, Grafiken, Filme, Schallplatten, Plakate, Verlagsverzeichnisse und vieles andere publiziert. Rot gilt als der einflussreichste Künstler seines Verlags.
Des Weiteren verlegte Mayer Bücher zu Palindromen, den „Lackskins“ und anderen Werkgruppen für den Schweizer André Thomkins. Emmett Williams Klassiker Anthology of Concrete Poetry steht neben Richard Hamiltons Grafikverzeichnissen, seinen Collected Words und den berühmten Polaroid Portraits auf dem Programm.
Auch zahlreiche andere Bücher wären ohne die Edition Hansjörg Mayer nicht möglich gewesen. Hierzu gehören unter anderem Werke der Autoren Mark Boyle, Richard Hamilton, Dorothy Iannone, John Latham, Tom Phillips.
Zur jungen Künstlergeneration des Verlags gehören Gundi Feyrer, Rirkrit Tiravanija und Haegue Yang.

## Werk und Rezeption
Mit der Wahl der Futura als Schrift, und dem Entwurf eines eigenwilligen typografischen Programms, gelang es Mayer, der konkreten Literatur noch einmal Impulse zu vermitteln. Es ist für die Verlagsgeschichte von Bedeutung gewesen, dass er kein Interesse an den sogenannten, aber falsch verstandenen bibliophilen Drucken, am Einsatz der typografischen Mittel, um zu mehr oder meist weniger bedeutsamen Effekten bei der Textwiedergabe zu gelangen, an einer sogenannten, aber falschverstandenen „Poesie aus dem Setzkasten“ hatte. Sein Interesse an einer neuen typografischen Syntax, sein Engagement in einer konkreten Kunst und Literatur haben sein Verlagsprogramm von Anfang an wesentlich international geprägt.

## Publikationen der Edition Hansjörg Mayer (Auswahl)
- Diter Rot: Die blaue Flut, 1967.
- Emmet Williams: Sweethearts, 1967.
- Herman de Vries: Wit weiss, 1967.
- Robert Filliou: 14 chansons et 1 charade, 1968.
- Magnús Pálsson: Dogbook, 1973.
- Reinhard Döhl: Aus den botnanger Sudelheften. Ein Notizbuch, 1982.
- Reinhard Döhl: Edepequ, 1967.
- Ludwig Harig: Das Fussballspiel, 1967.
- Franz Mon: ainmal nur das alphabet gebrauchen, 1967.
- 13 Visuelle Texte, 1964.
- Konkrete Poesie international, 1965.
- Concrete Poetry Britain Canada United States, 1966.
- Hansjörg Mayer: alphabetenquadratbuch 1, 1966.
- Klaus Burkhardt: Coldtypestructures, 1966.
- Sigfrid Cremer: abfhilnouvxyz, 1966.
- Wolfgang Schmidt: Serie 19, 1967
- Herman de Vries: Rationale Strukturen, 1967
- Reinhard Döhl, GC Kirchberger, Hansjörg Mayer: Programm Typografie 2, 1967.
- Frieder Nake: Matrizenmultiplikationen, 1967.
- Mary Vieira: Polyvolume interactions photoserigraphique, 1967.
- Emmett Williams (Hrsg.): An Anthology of Concrete Poetry. In Zusammenarbeit mit der Something Else Press New York, 1967.
- 16 4 66. In Zusammenarbeit mit der Edition Domberger, Stuttgart, 1966.
- mitte l alter, 1964.
- Genesis: Monatskalender für Schwangere, 1965.
- Löcher und Tonsuren, 1967.
- Friedrich Sieber: Impulse Formen Bilder, 1965.
- Peter Schmidt: Rotaprints 1, 1968.
- Peter Schmidt: Electrostatic Portraits, 1968.
- publikaties van de edition en werk von hansjörg mayer / publikationen der edition und arbeiten von hansjörg mayer / publications by edition and works by hansjörg mayer, 1968.
- Emmet Williams: The boy and the bird, 1969.
- Andre Thomkins: Vexierbilder, 1967.
- Dieter Roth: Noch mehr Scheisse. Eine Nachlese, 1968.
- Richard Hamilton: Prints. A complete catalogue of graphic works 1939–83. [waddington graphics], 1984.
- Julian Jacobs: The Nagas. Hill Peoples of Northeast India, 1990. Revised[8] Edition 2012.
- Dieter Roth: Gesammelte Interviews, 2002.

## Bücher Hansjörg Mayers in anderen Verlagen
- Hansjörg Mayer: Typoaktionen. Vorwort: Reinhard Döhl. 500 Exemplare nummeriert und signiert. Faltbuch o.p. Typosverlag Frankfurt/Main, 1967.
- Hansjörg Mayer: Typoaktionen 2. Mappe, Format A2, Titelblatt, Einleitungsblatt und 13 Blätter mit je 2 Typoaktionen, gedruckt auf 200 gr Papier, davon 20 Exemplare signiert und nummeriert. Auflage 200 Exemplare, verlegt von Print Gallery, Pieter Brattinga, Amsterdam, 1976, und 100 Exemplare im Format A3 gedruckt auf 300 gr.

## Ausstellungen der Galerie Hansjörg Mayer
- Klaus Burkhardt
- Victor Vasarely
- Sigfrid Cremer
- 16 4 66. Eröffnung 23. Oktober 1966.
- Wolfgang Schmid: Serie 19, 18 und 21, Buch 5, 6, 7. Eröffnung am 28. Januar 1966. [das Datum später korrigiert in Februar 1967]
- Herman de Vries: Random Objectivations. Bücher, Grafik, Objekte. Eröffnung 29. September 1967.
- Peter Schmidt: Malerei, Grafik und elektronische Musik. Eröffnung 29. April 1967.
- Diter Rot: Bücher, Grafik, Bilder, Objekte. Eröffnung 20. November 1967.
- Dorothy Jannone: Grafik, Bilder, People. Eröffnung 15. Dezember 1967.
- Andre Thompkins [sic]: Bilder, Grafik, Schilder. Eröffnung 19. Januar 1968.
- Reinhold Koehler: Decollage imprimé. Eröffnung 8. März 1968.
- G CKkirchberger: Faltobjekte. Eröffnung 10. Juni 1968.
- Robert Filliou
- Jim Dine, Lithographien zu Robert Kidds Bühnenbearbeitung von Oscar Wildes „the picture of dorian gray“, Allen Jones, „shoe box“. Dezember 1968.
- George Brecht: The book of the tumbler on fire. Eröffnung 29. März 1969.

## Einzelausstellungen (Auswahl)
- 1965 Hansjörg Mayer – typoems, Studiengalerie, Stuttgart
- 1966 Hansjörg Mayer, Reinhard Döhl, Edition und Galerie Hansjörg Mayer, Stuttgart
- 1967 Hansjörg Mayer, Reinhard Döhl – Artypo, Stedelijk Van Abbe Museum, Eindhoven / Hansjörg Mayer, Reinhard Döhl – Druck- und Buchstabenbilder, Hofer Tage für neue Literatur, Hof
- 1968 Haags Gemeentemuseum, Den Haag
- 1970 Hansjörg Mayer – klangteksten – konkrete Poesie – visuelle teksten, Stedelijk Museum, Amsterdam; International Cultureel Centrum, Antwerpen; Württembergischer Kunstverein, Stuttgart; Institut für moderne Kunst, Nürnberg; Liverpool; Oxford
- 2006 Hansjörg Mayer – Zen Touch, Galerie Giti Nourbakhsch, Berlin
- 2007 Galerie Christine Mayer, München
- 2013 Künstler, Verleger, Galerist – Hansjörg Mayer zum 70. Eine Ausstellung im Grafik-Kabinett Dortmund[9]
- 2017 Hansjörg Mayer: The Smell of Ink ZKM, Karlsruhe[10]

## Ausstellungsbeteiligung (Auswahl)
- 1967 texto letras imagenes, Institutos Alemanes en Espana, Madrid; Barcelona
- 1968 Poesie zum Ansehen – Beispiele konkreter und visueller Dichtung, Hofer Tage für neue Literatur, Hof
- 1969 Maler Dichter – Dichter Maler, Kaufhauspassage, Hof
- 1970 Bücher, die man sonst nicht findet, Buchhandlung Konrad Wittwer, Stuttgart / "Text Buchstabe Bild", Helmhaus, Zürich
- 1973 Sammlung Cremer – Europäische Avantgarde 1950–1970, Kunsthalle Tübingen
- 1994 Sammlung Cremer III – Schrift und Bild, Museum am Ostwall, Dortmund
- 1999 Malerei, INIT-Kunsthalle, Berlin
- 2001 Das Museum unserer Wünsche, Museum Ludwig, Museen der Stadt Köln / "Sport in der zeitgenössischen Kunst", Kunsthalle Nürnberg
- 2002 Inaugurazione, Trevi Flash Art Museum of Contemporary Art, Trevi
- 2006 Artists In & Out of Cologne, Institute of Contemporary Art, University of Pennsylvania, Philadelphia, Pennsylvania; Power Plant Contemporary Art Gallery, Toronto / Memento Mori – Sterben und Tod in der zeitgenössischen Kunst, Comme ci Comme ca II, Köln
- 2007 Artists In & Out of Cologne, Henry Art Gallery, University of Washington, Seattle, Washington; Museum of Contemporary Art, Miami, Florida